# Dactyloplusia impulsa
Dactyloplusia impulsa là một loài bướm đêm trong họ Noctuidae.